# فرودگاه منطقه‌ای هاتیسبورگ–لاورل
فرودگاه منطقه‌ای هاتیسبورگ-لاورل (به انگلیسی: Hattiesburg-Laurel Regional Airport) یک فرودگاه همگانی با کد یاتا PIB است که یک باند فرود آسفالت دارد و طول باند آن ۱۹۸۲ متر است. این فرودگاه در کشور ایالات متحده آمریکا قرار دارد و در ارتفاع ۹۰٫۸ متری از سطح دریا واقع شده‌است.